# Castell de Vilopriu
Castell de Vilopriu és una obra del municipi de Vilopriu (Baix Empordà) declarada bé cultural d'interès nacional.

## Descripció
L'edifici actual fou edificat els segles XIV-XV amb una tipologia de castell-palau. Un sector serveix de casa del comú i abans d'escola. Té notables finestrals gòtics.
El castell-palau està situat a la part més alta del nucli, on forma un conjunt amb l'església, (Sant Pere de Vilopriu) i la muralla. Es tracta d'un gran edifici d'estructura complexa, de planta rectangular amb pati central. En l'actualitat es conserva, fonamentalment, el mur meridional, una torre de planta rectangular en l'angle sud-est, l'ala est i part del mur occidental. La façana principal s'obria a la banda sud. Se'n conserven dues finestres coronelles gòtiques. També hi ha una porta d'arc rebaixat, on figura la data del 1820. L'interior d'aquest sector ha perdut el sostre i el pis, tot i que encara es poden observar el pati central i l'escala de comunicació amb el primer pis. La torre angular i la part oriental del castell són les parts millor conservades, tot i que la seva adaptació per a funcions diverses (abans escoles, actualment Casa de la Vila) ha fet que experimentin modificacions notables en llur estructura. Fa pocs anys l'Ajuntament endegà un nou procés de restauració de l'edifici. Encara avui, el conjunt de l'església i el castell, amb els seus murs atalussats i espitllerats, constitueix la imatge més característica del nucli de Vilopriu.

## Història
Castell-palau. Documentat el 1279.
El poble de Vilopriu es desenvolupà al voltant del conjunt de l'església i fortalesa. Les estructures conservades de l'antic castell-palau corresponen fonamentalment (torre, façana de migdia...) al segle xv. El conjunt ha experimentat diverses modificacions i restauracions en els darrers temps. Les tres campanyes d'excavació realitzades durant els anys 1978-80, sota la direcció de Maria Marsà, van permetre afirmar que la construcció del castell primerenc data del segle xii, bé que sofrí importants reformes a la baixa edat mitjana. Hom constatà que a la part més baixa —els primers 80 cm— de les parets de migjorn i de ponent hi havia uns murs amb un parament típic d'aquest segle. Per damunt dels 80 cm ja apareix un mur amb un aparell clarament del segle xiv, refet segurament arran de la construcció de l'església, que fou adossada al mur septentrional del pati.
Durant l'excavació pròpiament dita, hom hi trobà, després d'un estrat de pedres d'enderroc, un nivell fèrtil, amb nombrosos fragments de ceràmica grisa dels segles xii i xiii. Més avall, sota un nivell de cendres, foren descoberts més fragments de terrissa grisa. A uns 95 cm, hom arribà a un nou estrat de carbó amb força trossos de ceràmica i alguns ossos d'animals. Més avall es trobà un nivell estèril, fangós i rogenc i la roca mare. Així mateix, fou descoberta a la cara interior de l'edifici una construcció d'1,50 m de llarg, adossada al mur de migjorn, que també fou datada al segle xii. Durant l'excavació foren trobats uns mil fragments de ceràmica medieval, 150 dels quals amb formes distintives o decoració.
El projecte d'ampliació de l'Ajuntament, el qual ocupava la meitat de llevant del castell, va motivar una nova intervenció arqueològica l'any 2007 durant la qual es van localitzar una cisterna, una sitja, diverses estructures d'enterrament i diversos murs, un d'ells de cronologia anterior a la del castell actual.